# Wai (ägyptische Mythologie)
Wai („der Ferne“) gehört zu den Schebtiu-Schöpfergöttern des Alten Ägypten. Innerhalb der Schöpfungsmythen fertigte er gemeinsam mit Aa das erste Schilf und gewann das erste Land, sobald es aus dem Urwasser auftauchte.
Wai und Aa werden gemeinsam in Inschriften des Horus-Tempels von Edfu erwähnt.